# Kevin Parker
Kevin Richard Parker (Sídney, Nueva Gales del Sur; 20 de enero de 1986) es un cantante, compositor, músico y productor australiano, conocido por su proyecto musical Tame Impala, para el que escribe, graba y produce su música. Parker ha lanzado cuatro álbumes para Tame Impala: Innerspeaker (2010), Lonerism (2012), Currents (2015) y The Slow Rush (2020). Ha ganado 13 premios ARIA, dos premios APRA, un premio Brit, y ha recibido cuatro nominaciones a los premios Grammy.
Además de su trabajo para Tame Impala, Parker fue baterista de Pond desde 2009 a 2011. Produjo los álbumes de estudio Beard, Wives, Denim (2012), Hobo Rocket (2013), Man, It Feels Like Space Again (2015), The Weather (2017) y Tasmania (2019) para la misma banda. Como productor, Parker ha trabajado en canciones y álbumes de estudio de artistas como Mark Ronson, Lady Gaga, Kanye West, Travis Scott, Melody's Echo Chamber y The Flaming Lips.

## Biografía
Parker nació en Sídney, pero ha pasado la mayor parte de su vida en Perth, Australia Occidental. El padre de Parker, Jerry, nació en Zimbabue, y su madre, Rosalind, nació en Sudáfrica. Los padres de Parker se divorciaron cuando él tenía 3 años. A partir de los 12 años vivió en Cottesloe, Perth, con su padre, su madrastra Rhonda y su hermano Stephen, mientras que su medio hermano paterno, Stuart, vivía en Brisbane, Queenland. También tiene una media hermana materna, Helen, del segundo matrimonio de su madre.
Parker desarrolló una pasión por la música desde muy joven. El padre de Parker tocaba música como pasatiempo, y fue gran parte de la educación musical de Kevin. Su primera experiencia tocando un instrumento fue acompañando a su padre con la guitarra. El padre de Parker tocaba música de The Beatles, The Beach Boys y Supertramp en una banda de covers, que Parker cree que fue donde "obtuvo su amor por la melodía", y que ha sido una parte importante de la música de Parker. También recuerda que se "divertía cantando con la aspiradora mientras su madre limpiaba". Tiempo después, el padre de Parker le compró a Kevin su primera guitarra.
A los 11 años, Parker empezó a tocar la batería, junto con su hermano. Grababa su batería acompañada de su guitarra y otros instrumentos. Cuando tenía 12 años, solía montar dos grabadoras de cinta y hacer multipistas él mismo. Primero, grababa un ritmo en la batería, luego reproducía esa cinta en otra grabadora mientras tocaba en el teclado; luego tomaba esa cinta y tocaba en  el bajo junto con la batería y el teclado, y seguía añadiendo instrumentos. Así lo hizo por mucho tiempo, hasta que su padre le compró una grabadora de 8 pistas, y entonces siguió grabando música por su cuenta, aún estando en otras bandas al mismo tiempo. Este pasatiempo se convirtió en una obsesión para Parker, que "se dedicaba a hacer música todo el tiempo, nunca hacía sus deberes, y solo se la pasaba todas las noches grabando música en el garaje".
A los 13 años, Parker conoció a otro miembro de Tame Impala, Dominic Simper, durante sus clases de música en el John XXIII College, en Perth, con el que encontró una conexión musical. Parker y Simper empezaron tocando covers de canciones de Rage Against the Machine, Unwritten Law, Sunk Loto y Korn, junto con Dan Debuf, que actualmente es presentador en 2Day FM. En su adolescencia, Parker descubrió a los numerosos artistas de rock psicodélico de las décadas de los 60 y 70, que tendrían una gran influencia en su música, y se volvió un aficionado a bandas como Cream y Jefferson Airplane.

## Carrera musical
Parker hace parte de la gran y diversa escena musical de Perth, donde toca en varias bandas diferentes simultáneamente además de su proyecto principal, Tame Impala. Al comentar sobre esto, Parker dice: "Es una escena muy unida, tranquila, y separada del resto de Australia"  "Tame Impala es solo una pizca de la gran cantidad de ruido que hacemos como círculo de amigos. No me siento mal haciendo grabaciones sólo porque no espero ese aporte de sus bandas... para nosotros, Tame Impala es solo el proyecto de Kevin Parker y todos tienen un proyecto".

### The Dee Dee Dums
En 2005, Parker creó una banda llamada The Dee Dee Dums, que luego se convertiría en una base para Tame Impala. Originalmente fue un proyecto de dos miembros, con Parker y Luke Epstein; Dominic Simper, se unió a la banda en 2007. The Dee Dee Dums lograron cierto reconocimiento local, obteniendo el segundo lugar en el AmpFest de 2005 y ganando el tercer lugar más tarde ese año en la final estatal de The Next Big Thing. En octubre de 2006, Epstein fue sustituido por Sam Devenport, ya que Epstein tocaría en otra banda llamada Sugarpuss.
A finales de 2007, Parker cambió el nombre de la banda por Tame Impala y reclutó a Jay Watson en la batería; Devenport pasó a seguir una carrera como actor.

### Tame Impala

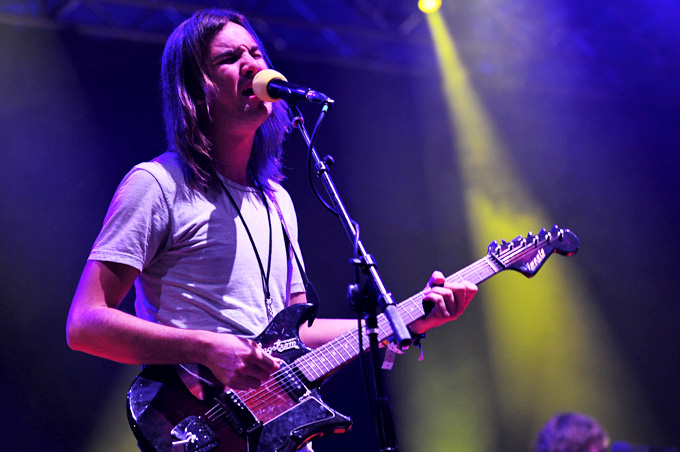
Parker en una presentación en 2011

Tame Impala es la banda de rock psicodélico de Parker. Escribe y graba casi toda la música de Tame Impala, en presentaciones en vivo, canta y toca la guitarra. En pocas palabras, Tame Impala es el proyecto discográfico de Parker.
Después de enviar a varios sellos discográficos aproximadamente 20 canciones que Parker ya había grabado en 2003, y que luego serían filtradas por YouTube, Tame Impala firmó con Modular Recordings . Después de lanzar oficialmente su EP debut en 2008, Parker reveló sus intenciones de grabación: "La mayoría de las canciones del EP nunca fueron pensadas para ser escuchadas por el resto de Perth, y mucho menos por el resto del mundo. Fueron grabadas solo para que yo las escuchara, y para grabarla en un CD y ponerla en mi coche y regalársela a mis amigos".
Después de varias giras entre 2008 y 2009, el álbum debut de Tame Impala, Innerspeaker, fue lanzado exitosamente en 2010, ganando un J Award y un Rolling Stone Award al álbum del año, y 5 nominaciones en los ARIA. Se elogió la capacidad de Parker para tomar muchos elementos del rock psicodélico de la década de los 60 y darle un toque más moderno, creando un sonido nuevo y original. Parker también recibió un premio WAMI al mejor guitarrista y un premio APRA al compositor revelación del año.
El trabajo en el próximo álbum de Tame Impala, Lonerism, ya había empezado antes de que se lanzara Innerspeaker. Lonerism fue lanzado el 5 de octubre de 2012 con una gran acogida por parte de la crítica, ganando varios premios al álbum del año por NME, Rolling Stone y Triple J. Lonerism marca una extensión a la música de Parker, con sintetizadores y melodías más pop, y también un sonido más lujoso, exuberante y expansivo.  Ganó dos premios en los ARIA Music Awards de 2015 por su trabajo en Currents de Tame Impala (lanzada en julio de 2015); el grupo ganó otras tres categorías de la ceremonia: Álbum del Año, Mejor Agrupación y Mejor Álbum de Rock. El 30 de marzo de 2019, la banda hizo una actuación en vivo en Saturday Night Live. El 13 de abril de 2019, Tame Impala, hizo una de las actuaciones principales del Festival de Música y Artes de Coachella Valley. El 28 de junio de 2019, el grupo actuóen el Festival de Glastonbury. El cuarto álbum del proyecto, The Slow Rush, fue lanzado el 14 de febrero de 2020.

### Pond
Parker se unió a Pond en vivo a la batería a finales de 2009, después de ser reclutado por los miembros de Tame Impala, Jay Watson y Nick Allbrook. Más tarde, Parker se unió a Pond en el estudio a la batería para el álbum Beard, Wives, Denim, que también produjo, poniendo su distintivo sonido de producción en el álbum. Cameron Avery sustituyó después a Parker en vivo en la gira de Pond de 2012, pues Parker estaba terminando el segundo álbum para Tame Impala, Lonerism. El 28 de junio de 2012, Parker se unió a Pond para una actuación con el entonces líder de Can, Damo Suzuki. Parker tocó la batería y luego tocó la guitarra para una actuación única y totalmente improvisada con uno de sus ídolos musicales, Suzuki. Parker también produjo los álbumes de Pond Hobo Rocket, Man It Feels Like Space Again, The Weather y Tasmania .

### Melody's Echo Chamber
En 2012, Parker se asoció con la cantante francesa y entonces su pareja, Melody Prochet, para su proyecto de pop psicodélico, Melody's Echo Chamber. Ambos se conocieron después de que Prochet le regalara a Parker un CD con canciones de su otra banda, My Bee's Garden. Esto llevó a que My Bee's Garden actuara como telonero de Tame Impala. El álbum fue lanzado el 2 de octubre de 2012. Tim Sendra de Allmusic lo calificó como "un debut impresionante". Parker tocó la batería y el bajo, y también tocó un solo en el tema 'I Follow You'.

## Vida personal
Parker tuvo previamente una relación con Melody Prochet de Melody's Echo Chamber, después de haber producido el álbum debut homónimo de la banda en 2012. El 9 de febrero de 2019, Parker se casó con su novia Sophie Lawrence en un viñedo en Australia Occidental. Su primer hijo, una niña, nació en 2021. Actualmente divide su tiempo entre Perth y Los Ángeles, donde posee una casa en Hollywood Hills.
Parker es un aficionado de los Fremantle Dockers de la Australian Football League (AFL) y fue nombrado el posesor de boletos número uno del club el 22 de mayo de 2021. Para mostrar su agradecimiento por este honor, Parker grabó una canción original para el equipo, que es cantada por sus aficionados en los partidos.
En 2023, cuando corría una media maratón sufrió una fractura de cadera.

## Discografía
con Tame Impala
- Innerspeaker (2010)
- Lonerism (2012)
- Currents (2015)
- The Slow Rush (2020)